# Hans-Joachim Speßhardt
Hans-Joachim Speßhardt (* 1935 in Berlin) ist ein deutscher Kunstmaler und Autor. Er lebt und arbeitet in Berlin.

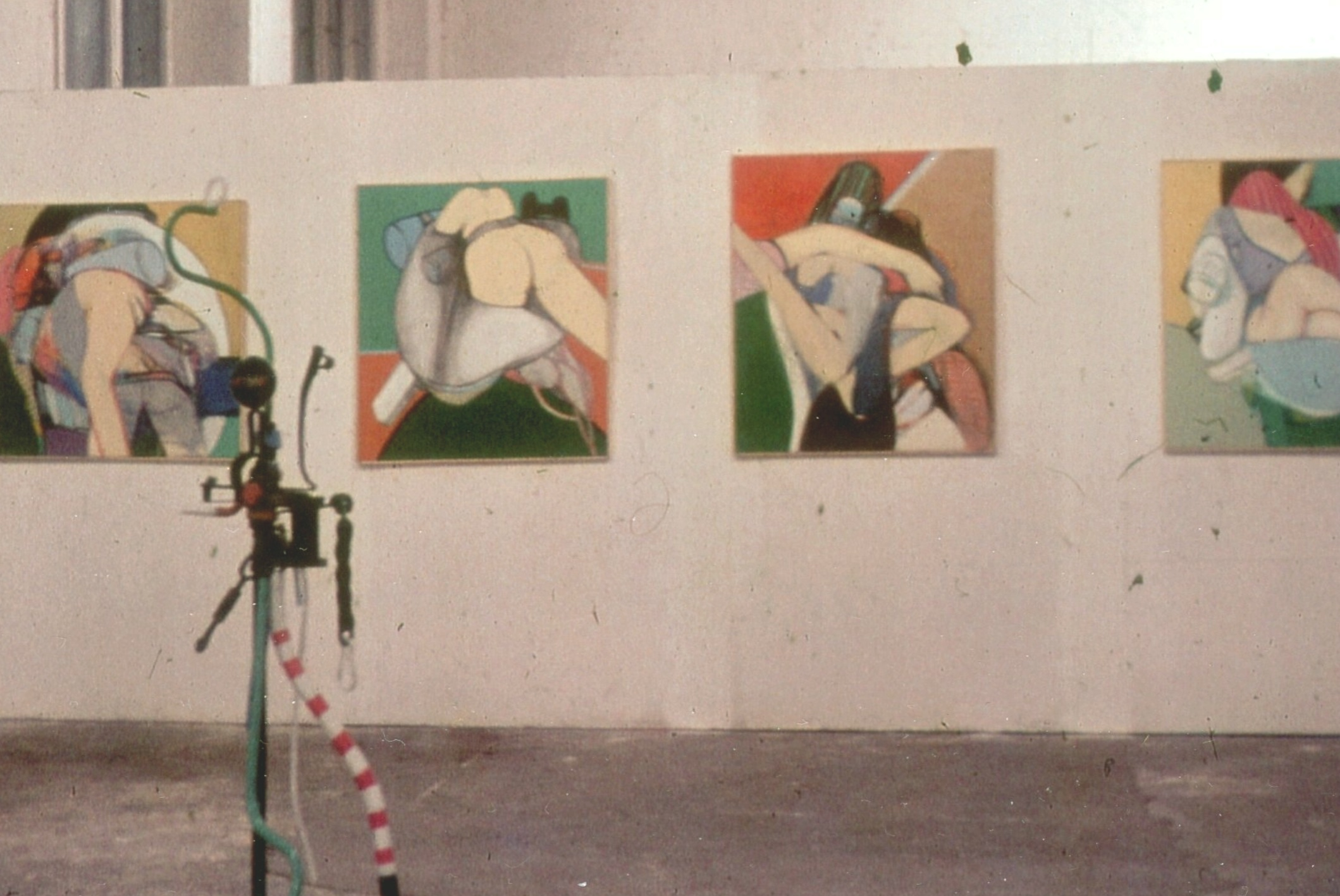
Ausstellung von H.-J. Speßhardt

## Biografie
Speßhardt studierte an der Berliner Meisterschule für Grafik bei Kögler. Er stellt in seinen Ölbildern, die meist etwa einen Meter groß sind, hauptsächlich den weiblichen Körper und dazugehörende Attribute dar. Darüber hinaus schafft er auch Pastellzeichnungen und Siebdrucke. Speßhardt hat in Den Haag bei der Internationalen Galerie Orez und in anderen europäischen Städten seine Werke gezeigt und erhielt mehrere Auszeichnungen. Er ist verheiratet und hat zwei Töchter. Sein erstes Atelier richtete Hans-Joachim Speßhardt 1961 nach seiner Hochzeit mit Erika Speßhardt, geborene Höhne und Cousine von Otto Höhne, in seiner Wohnung in Berlin-Charlottenburg ein, die zuvor vom Schauspieler Karl Ludwig Schreiber bewohnt wurde. Hier schuf er bis 1972 die meisten seiner frühen Werke. Seit 1972 entstehen seine Arbeiten in seinem Atelier in Berlin-Kladow.
Hans-Joachim Speßhardt war Mitglied im Deutschen Künstlerbund.

### Werke (Auswahl)
- Gisèle (Grafik, 1970)[2]
- Akt im Sessel (1968)[3]
- Fremdes Paar, (Farbserigraphie 1969)[4]

## Einzelausstellungen
- 1966: Galerie Potsdamer, Berlin; Internationale Galerie Orez, Den Haag
- 1967: Internationale Galerie Orez, Den Haag; Galerie Neue Pforte, Aachen; Galerie Potsdamer, Berlin; Galerie de Sleurtel, Dordrecht
- 1968: Kleine Galerie, Frankfurt; Kabinett für aktuelle Kunst, Bremerhaven; Galerie Hake, Köln; Tsamas Galerie, Villingen; Internationale Galerie Orez, Den Haag
- 1969: Galerie Wargin, Berlin; Galerie Niedlich, Stuttgart; Internationale Galerie Orez, Den Haag
- 1970: Internationale Galerie Orez, Den Haag; Galerie Margot Ostheimer, Frankfurt; Galerie 2000, Berlin

## Gruppenausstellungen
- 1964: Prix Europe, Ostende
- 1965: Facetten van hedendaagse erotiek, Internationale Galerie Orez, Den Haag; Ils sont venus de si loin, Galerie Delta, Rotterdam
- 1966: Deutscher Künstlerbund, Essen; Kunstpreis der Jugend, Baden-Baden; Total Realismus, Berlin
- 1967: Nouvelle école de Berlin, Genf; Junger Westen, Recklinghausen; Galerie Ben Wargin, Berlin[5]; Deutscher Künstlerbund, Karlsruhe; Galerie Junge Generation, Hamburg; Stedelijk Museum, Schiedam
- 1968: Tecta Galerie, Düsseldorf; Retrospektive Galerie Potsdamer, Berlin; Junge Grafik, Berlin; Olefer Hagarpresse, Aachen; Berlin Prospekt, Galerie Springer, Berlin
- 1969: Galerie Niepel, Düsseldorf; Prix Europe, Ostende; Internationale Galerie Orez, Den Haag; Junge Stadt sieht junge Kunst, Wolfsburg, Oberhausen und Bremerhaven; Neue illustrierte Bücher und Grafikmappen, Frankfurter Kunstverein
- 1970: Pop-Sammlung Beck, Bonn, Darmstadt und Dortmund; Frühjahrsmesse Berliner Galerien, Akademie der Künste, Berlin; 10 Jahre Internationale Galerie Orez, Den Haag; Galerie Margot Ostheimer, Frankfurt; Galerie 2000, Berlin; 10 Jahre Galerie Niedlich, Stuttgart

## Publikationen
- Beauties. Hake Verlag, Köln 1967.
- Kunst in Berlin. Belser Verlag, Stuttgart 1969.
- Gisèle. Hake Verlag, Köln 1969 (Einleitung: Walter Aue).
- Fremde Mädchen. Rembrandt Verlag, Berlin 1969.